# No Surrender (2012)
No Surrender (2012) – gala wrestlingu zorganizowana przez amerykańską federację Total Nonstop Action Wrestling (TNA). Odbyła się 9 września 2012 w Impact Zone w Orlando na Florydzie. Była to ósma gala z cyklu No Surrender oraz dziewiąte wydarzenie pay-per-view TNA w 2012 roku.
Karta wydarzenia składała się z siedmiu walk, w tym z trzech starć w ramach turnieju Bound for Glory Series.

## Wyniki walk
Zestawienie zostało opracowane na podstawie źródeł:
| Nr                                 | Wyniki                                                                                 | Stypulacje                                    | Czas  |
| ---------------------------------- | -------------------------------------------------------------------------------------- | --------------------------------------------- | ----- |
| 1                                  | Jeff Hardy pokonał Samoa Joego                                                         | Singles match Półfinał Bound for Glory Series | 12:34 |
| 2                                  | Bully Ray pokonał Jamesa Storma                                                        | Singles match Półfinał Bound for Glory Series | 13:54 |
| 3                                  | Miss Tessmacher (c) pokonała Tarę                                                      | Singles match o TNA Knockouts Championship    | 6:55  |
| 4                                  | Zema Ion (c) pokonał Sonjaya Dutta                                                     | Singles match o TNA X Division Championship   | 11:32 |
| 5                                  | Rob Van Dam pokonał Magnusa                                                            | Singles match                                 | 10:07 |
| 6                                  | Bad Influence (Christopher Daniels i Kazarian) (c) pokonali A.J. Stylesa i Kurta Angle | Tag Team match                                | 19:30 |
| 7                                  | Jeff Hardy pokonał Bully’ego Raya                                                      | Singles match Finał Bound for Glory Series    | 12:23 |
| (c) – mistrz/mistrzyni przed walką |                                                                                        |                                               |       |